# Marguerite Zorach
Marguerite Zorach (ur. jako Marguerite Thompson 25 września 1887  w Santa Rosa w stanie Kalifornia, 27 czerwca 1968 w Nowym Jorku) – amerykańska malarka i graficzka modernistyczna, tworząca również tkaniny artystyczne. Jej mąż, William był także artystą.

## Życiorys i twórczość

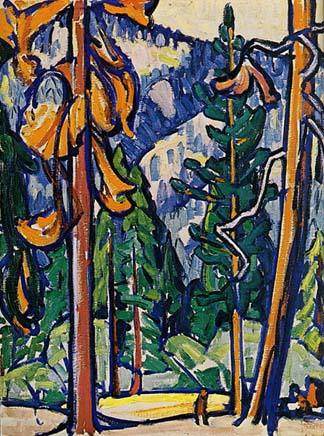
Człowiek wśród sekwoi, 1912

Marguerite Thompson urodziła się w 1887 w Santa Rosa w stanie Kalifornia, a wychowywała się we Fresno. Jej ojciec, wybitny adwokat, pochodził ze społeczności kwakrów z Pensylwanii, matka natomiast – ze starej rodziny z Nowej Anglii. Marguerite dorastała razem z młodszą siostrą, Edith w wytwornym domu. Studiowała grę na fortepianie, mówiła biegle po francusku i niemiecku. Od wczesnego dzieciństwa rozwijała wrodzony talent artystyczny. Ukończyła szkołę średnią. Uczyła przez rok w miejscowej szkole, a jesienią 1908 roku została studentką Uniwersytetu Stanforda. Jednak po kilku tygodniach zrezygnowała z nauki, ponieważ otrzymała od ciotki Harriet Adelaide Harris zaproszenie do Paryża. Wyjechała jeszcze w tym samym roku, aby studiować sztukę. Przybyła akurat w czasie trwania Salonu Jesiennego, gdzie jej uwagę zwróciły śmiałe kompozycje postimpresjonistów i fowistów, takich jak Henri Matisse, André Derain i Maurice de Vlaminck. Wkrótce stała się zwolenniczką modernizmu uczęszczając regularnie do salonów Gertrude Stein i Alice B. Toklas. Przez krótki czas studiowała w Académie de la Grande Chaumière, ale zrezygnowała z nauki, gdy uznała jej program za zbyt konserwatywny. W 1911 roku zapisała się do Académie de la Palette, uczęszczając na zajęcia prowadzone przez Jacquesa-Émile’a Blanche’a i Johna Duncana Fergussona. W La Palette, w przeciwieństwie do innych akademii paryskich studenci mieli większą swobodę rozwijania własnych artystycznych upodobań. Marguerite Thompson zaakceptowała profil uczelni. Szczególnie urzekł ją żywy kolor i odważne pociągnięcia pędzlem, charakterystyczne dla fowizmu. Wkrótce metody te zaczęła stosować we własnej pracy. W La Palette spotkała wielu wczesnych modernistów, w tym swojego przyszłego męża, Williama Finkelsteina, który był pod wrażeniem jej artystycznej pewności siebie. Takie podejście pomogło mu pokonać akademickie tendencje w swojej sztuce. W latach 1909–1910 często podróżowała odwiedzając takie kraje jak: Włochy, Szwajcaria, Hiszpania, Niemcy, Belgia i Anglia, odwiedzając przy każdej nadarzającej się sposobności galerie i muzea. Jej zainteresowanie modernistyczną kolorystyką znalazło swe odzwierciedlenie w takich obrazach jak Connoisseur (1910), Drzewa oliwne, Les Baux (1910 lub 1911) i Kawiarnia w Arles (1911). Paleta Marguerite Thompson, przypominająca palety impresjonistów i neoimpresjonistów, składała się z żywych, niezmieszanych kolorów, bez neutralnych lub ziemistych tonacji. Artystka eksperymentowała z wizualną interakcją barw dopełniających umieszczając przykładowo zielone krzesło na purpurowej ścianie lub pomarańczową górę na tle jasnego, błękitnego nieba. Podobnie jak fowiści, wykorzystała swoje kolory do celów ekspresyjnych, często wychodząc od dosłownej rzeczywistości, aby przywołać istotę sceny. Podczas pobytu w Paryżu kilkakrotnie wystawiała swoje prace: w lutym 1910 roku w American Women Artists Association oraz w 1911 roku w Salonie Niezależnych i Salonie Jesiennym. W połowie kwietnia 1911 roku wyjechała z Paryża na południe Francji. W 1911 i 1912 roku kontynuowała podróże po świecie odwiedzając takie miejscowości jak: Wenecja, Jerozolima, Bombaj, Jaipur, Mandalaj, Hongkong i Jokohama. W kwietniu 1912 roku powróciła do Kalifornii przywożąc ze sobą kilkanaście płócien, w tym Droga do Betlejem (1911) i Scena uliczna z Indii. W lipcu 1912 roku powróciła do Fresno spędzając 6 tygodni w górach Sierra Nevada na malowaniu obrazów. Oboje z Williamem pobrali się 24 grudnia 1912 roku w Nowym Jorku przybierając nazwisko Zorach.
W 1913 roku trzy obrazy Williama i Marguerite Zorachów znalazły się na wystawie sztuki nowoczesnej Armory Show: Studium (nr kat. 782, pędzla Marguerite) oraz Portret (nr kat. 783) i Aranżacja (nr kat. 784, oba pędzla Williama). Uwagę zwiedzających zwrócił obraz Studium, utrzymany w stylu fowistycznym, a wyróżniający się spośród innych obrazów tego kierunku tym, ze przedstawiał studium postaci, nawiązujące w warstwie technicznej do Matisse’a. W pierwszych latach małżeństwa ich dom stał się miejscem spotkań nowojorskiej społeczności artystycznej. Pisarze i artyści zbierali się u nich w celu omówienia najnowszych trendów w sztuce i literaturze. Z powodu niedostatecznej liczby galerii często wystawiali swoje prace w domu. Choć jej prace były często wystawiane wraz pracami jej męża, Marguerite Zorach pozostała artystką niezależną od niego. W 1916 r. była jedyną kobietą, która znalazła się na łamach książki krytyka sztuki Willarda Huntingtona Wrighta Forum Exhibition of Modern American Painters. Była członkinią Society of Independent Artists, członkinią-założycielem i pierwszym prezesem New York Society of Women Artists.
W 1917 roku na wystawie Society of Independent Artists pokazała wraz ze swymi obrazami olejnymi haftowaną tkaninę artystyczną. Potem zaczęła intensywnie uprawiać ten gatunek sztuki. Podczas jednej z wystaw w 1918 roku zarobiła 12 tysięcy dolarów na sprzedaży swych tkanin, nazywanych przez nią wełnianymi obrazami. Ich tworzenie stało się podstawowym źródłem dochodów jej rodziny. W 1923 roku w Montross Gallery urządziła swoją pierwszą solową wystawę tkanin artystycznych. W tym samym roku kupiła farmę w Robinhood w stanie Maine na wyspie Georgetown i rozpoczęła serię litografii opartych na scenach życia rodzinnego z udziałem Williama i ich dzieci. W latach 30. powróciła do malarstwa. Tworzyła i wystawiała aż do śmierci w czerwcu 1968 roku.

## Zbiory
Prace Marguerite Zorach znajdują się w zbiorach stałych wielu amerykańskich muzeów sztuki, w tym w: Museum of Fine Arts w Bostonie, Farnsworth Art Museum, Metropolitan Museum of Art, National Museum of Women in the Arts i Whitney Museum of American Art.